# Fête à bord
Pour les articles homonymes, voir Die Entführung.
Pour plus de détails, voir Fiche technique et Distribution.
Fête à bord (Die Entführung) est un film allemand réalisé par Géza von Bolváry et sorti en 1936.

## Synopsis
Afin que sa mère donne plus d'importance à son époux et leur progéniture, une jeune fille va mettre en scène son propre enlèvement...

## Fiche technique
- Titre français : Fête à bord[1]
- Titre original : Die Entführung
- Réalisateur : Géza von Bolváry
- Assistant-réalisateur : Josef von Báky
- Scénario : Hans Fritz Beckmann, Wolf Neumeister d'après la pièce de Paul Armont et Marcel Gerbidon
- Photographie : Werner Brandes, Karl Puth
- Montage : Hermann Haller
- Musique : Franz Grothe
- Décors : Emil Hasler, Arthur Schwarz
- Costumes : Hans Kothe
- Société de production : Boston-Films-Co. GmbH
- Pays d'origine :  Reich allemand
- Langue : Allemand
- Format : Noir et blanc — 35 mm — 1,37:1 — Son : Mono (Tobis-Klangfilm)
- Genre : Comédie
- Durée : 87 minutes (1 h 27)
- Dates de sortie :
  - Troisième Reich : 1er avril 1936
  - France : 8 septembre 1939[1]

## Distribution
- Gustav Fröhlich : Gerard Frehel
- Marieluise Claudius : Suzanne Merville
- Walter Janssen : Georges Merville
- Lola Chlud : Yvonne Merville
- Theo Lingen : Justin
- Fritz Genschow : Bobby Biscot
- Theo Shall : Roger Giverney
- Willi Schur : Max
- Elsa Wagner : Celine
- S.O. Schoening : le capitaine
- Maria Krahn : Madame Meunier
- Walter von Allwoerden : l'officier de police

## Articles annexes
- Liste des longs métrages allemands créés sous le nazisme